# Letters from several parts of Europe and the East
Letters from several parts of Europe and the East (titolo completo Letters from several parts of Europe and the East. Written in the Years 1750 &, in these are contained the Writer's Observations on the Productions of Nature, the Monuments of Art, and the Manners of the Inhabitants) è un reportage epistolare di viaggio del 1750 scritta dal  britannico dott. Maihows; le Lettere rimangono anonime per oltre un secolo fino al 1881 quando l'opera fu ripubblicata in francese.
Il viaggio si svolge per la maggior parte in Italia. Differentemente dalla maggior parte dei viaggiatori che facevano il Grand Tour, l'intento di Maihows non era quello di intraprendere un viaggio per ampliare le proprie e altrui conoscenze artistiche, ma per arricchire quelle scientifico-tecnologiche.
Letters from several parts of Europe costituisce uno dei resoconti che hanno contribuito a delineare l'immagine dell'Italia dell'epoca e della Toscana in particolare.

## Storia editoriale
L'opera ha avuto una vicenda editoriale molto travagliata. Pubblicate anonime nel 1750, le lettere furono ripubblicate a Londra nel 1760 in due volumi col titolo A tour through several parts of Europe and the East. Furono tradotte in francese e pubblicate in quattro volumi nel 1763, col titolo Voyage en France, en Italie et aux isles de l'archipel, da Philippe-Florent Puisieux. Furono ripubblicate in francese nel 1783. L'edizione francese del 1881 - con prefazione, sommario e note di Hippolyte Bonnardot - è la prima a riportare il nome dell'autore, il dott. Maihows.

## Contenuto
La maggior parte del resoconto è incentrata sul viaggio in Italia. Il dott. Maihows visita numerose città tra cui Genova, Milano, Venezia, Brescia, Verona, Vicenza, Padova, Venezia, Ferrara, Ravenna, Rimini, Pesaro, Recanati, Spoleto, Terni, Narni, Roma, scendendo verso sud fino a Napoli ed Ercolano; tornando verso nord, il viaggiatore tocca Siena, Livorno, Pisa, Firenze e Bologna; la città emiliana è particolarmente rilevante per motivi scientifici.